# 閉伊氏
閉伊氏（へいし）は、日本の氏族。

## 概要
陸奥国の武家で本姓は源氏。鎌倉時代から戦国時代にかけて、現在の岩手県宮古市周辺にあたる陸奥国閉伊郡を根拠に活動した。

## 系統
『奥南落穂集』によれば、閉伊氏には2系がある。
1. 平安末期に藤原秀衡旗下にあって、中田城に居住して文治5年（1189年）奥州征伐で藤原氏と命運を共にした閉伊氏
2. 以下で述べる、鎮西八郎為朝の四男の家系が奥州閉伊郡半地の地頭に補された嶋為頼を祖とする閉伊氏

## 概略
保元の乱で敗北した源為朝は、配流された伊豆で男子を儲けた。これがのちに閉伊氏の家祖となる、島為頼である。
為頼は源頼朝に従いその命で佐々木高綱の猶子となり、佐々木十郎行光を名乗り佐々木氏を称して四つ目結を家紋とした。
頼朝が奥州合戦で奥州藤原氏を滅ぼすと、行光は閉伊郡、気仙郡の統治を任せられる。建久年間、適地を求め気仙から閉伊に移った行光は、領地の名を取り、閉伊頼基と名乗った。このため「閉伊源氏」と呼ばれ、閉伊川沿岸で繁衍する一党で、多くの地侍の信仰を集めた。
鎌倉時代の閉伊氏は、いわゆる地頭として地域を治める鎌倉御家人であり、閉伊十郎は北条貞時から由比ヶ浜に宅地を与えられている。
また正応から元応にかけて、閉伊光員の遺領を巡って子の閉伊光頼と閉伊員連が争った。俗に言う相続争いである。この裁定は北条高時によって鎌倉においてなされ、光頼には呂木（老木）、閉河（閉伊川）、多久佐利（田鎖）、小山田、閉崎（閉伊崎）、赤前の地を、員連には鍬崎（鍬ヶ崎）、笠間の地の領有を認めている。
閉伊氏の後流と称するものには、田鎖・刈屋・和井内・茂市・長沢・花輪・高浜・根市・中村・赤前・重茂・大沢・蟇目・田代氏・山崎・荒川・近内・小山田・江刈内・箱石・大川などの諸氏があり、閉伊郡内の地名を氏とするものが多く、その地の地頭として、閉伊氏一族の勢力分野を示している。
建武の新政で鎌倉幕府が崩壊すると、光頼の子、閉伊親光は陸奥国司の北畠顕家に従い所領を安堵された。
南北朝時代になると閉伊氏一族は南朝側である顕家率いる奥州武士団に加わる。豊島河原合戦、青野ヶ原の戦いでは足利尊氏らの軍勢を打ち破るが、石津の戦いに敗れ敗走する。室町幕府の成立後、閉伊三郎に宛てて奥州総大将に任命された石塔義房から軍勢催促状が送られている。
これは閉伊氏が石塔義房の進める奥州勢力再編に従った事を示している。
その後閉伊氏は新たに居城となる田鎖城を築き、閉伊氏嫡流は田鎖氏を名乗るようになった。田鎖城は永和年間の築城とされる（『日本城郭大系2』）。

### 田鎖氏
閉伊氏一族の宗家である田鎖氏やその支流は周辺に広がり、「田鎖党」や「田鎖十三家」などと呼ばれ、勢力拡大を目指す南部氏から敵視された。室町時代から戦国時代にかけて、田鎖氏は南部氏の攻撃を度々受けている。応永から永享の頃には衰えた一族は南部氏に下り、南部氏が戦国大名としての力を付ける一方、閉伊氏宗家たる田鎖氏は一介の国人領主の域に落ちてしまった（奥南落穂集）。

#### 京に響く「たくさり」馬
一条兼良編纂とされる『尺素往来』には、「奥州閉伊郡到来」の馬の優秀さについて記した文面があり、「多久佐里之本牧両三疋候」と田鎖牧の馬についての記述もある。また『鴉鷺合戦物語』には「乗りたる馬は、奥のたくさり」とあり、宗五大草紙には田鎖の馬印についての記述がある。
また『群書類従』の「御随身三上記」では、将軍足利義稙の愛馬に田鎖馬がいたことを示している。
田鎖氏、もしくは南部氏が京に送った田鎖牧の馬は奥州の駿馬を代表する存在となり、一種のブランドとなった。後年、徳川秀忠が南部氏重鎮の北氏に宛てた書状の中でも、「多久佐利」馬を送られた秀忠が大変喜んでいる様子がうかがえる。

### 河北閉伊氏
南北朝期に分裂した閉伊氏の内、閉伊川より北の笠間、鍬ヶ崎の地を領有したものを河北閉伊氏と称する。河北閉伊氏は千徳城を築いて田鎖氏など周辺豪族を圧迫したため、天文年間に南部氏の手により滅ぼされたと考えられている。

### 南部氏の領内統一
小田原征伐に参陣し豊臣秀吉の信任を得た南部信直は、「南部内七郡」の領有を認める朱印状を送られた。またその条件の一つとして、領内の諸城を破却する事という条件があった。秀吉の威光に恐れをなした田鎖光好、田鎖光重の親子は南部氏の傘下となり、信直の家臣として仕えた。また信直に従い文禄の役にも従軍した。居城の田鎖城はこの留守中に破却され、南部氏が蒲生氏郷の代官に提出した「諸城破却書上」の中の一つに書き上げられている。
その後田鎖氏や他の支流など閉伊氏の一族の多くは南部氏の家臣として召抱えられ、盛岡藩士となり近世に至った。

## 出自についての疑惑
源為朝の子で佐々木高綱の猶子であるという閉伊氏の出自については確証が無く伝承の域を出ない。これは「奥南落穂集」などの江戸期に編纂された盛岡藩の文書以外に公的に閉伊氏の出自を立証するものが無いためであり、その出自には多くの疑問や矛盾点が指摘されている。閉伊氏は宇多源氏佐々木氏を称している点から、奥州合戦後の論功行賞で奥州に所領を得た佐々木氏一族が土着したものだというのが、真相だと考えられる。